# Municipio de Vienna (Carolina del Norte)
El municipio de Vienna (en inglés: Vienna Township) es un municipio ubicado en el  condado de Forsyth en el estado estadounidense de Carolina del Norte. En el año 2010 tenía una población de 10.243 habitantes.

## Geografía
El municipio de Vienna se encuentra ubicado en las coordenadas 36°08′52.85″N 80°23′57.35″O / 36.1480139, -80.3992639.